# Ilze Graubiņa
Ilze Graubin (transliteración del idioma letón И́лзе Гра́убиня) (1941-2001) fue una artista pianista letona.

## Biografía
Nacida en Riga, Letonia en 1941, en una familia de músicos, Ilze Graubin empieza sus estudios de piano con Dora Brawn y Nina Binatian en la Escuela de Música Especial para Niños con Talento de Riga donde se gradúa con las mejores calificaciones. Después se traslada a Moscú e ingresa en el Conservatorio Chaikovsky donde estudia primero con Abraham Schatzkes y después con el célebre Pianista y Profesor Jakob Flier, del cual la mayoría de sus alumnos ganan los concursos de piano más prestigiosos del mundo (Chopin, Queen Elisabeth, Chaikovsky, Bach, Leeds, etc..). Después de recibir la beca de estudios más importante de Moscú se gradúa con Diploma de Honor y cursa tres años más de postgrado con Jakob Flier.
En 1964 de entre todos los pianistas de la antigua URSS, es seleccionada juntamente con dos intérpretes más para participar en el 2º Concurso Internacional J.S. Bach de Leipzig (Alemania) donde obtiene el ler. Premio y la Medalla de Oro. A partir de aquí es invitada a participar en los Festivales Internacionales de Música de la antigua URSS, Berlín, Weimar, Sofía, Praga, Bratislava, Hungría, etc.
Realizó conciertos en Italia, Francia, Canadá, Suiza, Alemania, Polonia, Bulgaria, ex URSS, Finlandia, España, etc. Así mismo, con las grandes orquestas de St. Petersburgo y Moscú dirigidas por los prestigiosos directores Kirill Kondrashin, Gennady Roshdestvensky, Kurt Sanderling y David Oistrach.
En 1967 vuelve a Letonia donde alterna su actividad como concertista internacional con la docencia en el Conservatorio de Música de Riga. Sus alumnos han sido galardonados en diferentes concursos internacionales de piano y cuatro de ellos han ganado primeros premios.
Impartió Master-Classes en Riga, Ventspils, Suiza, Tarragona, Barcelona y Vilaller.
Grabó en disco la obra de J. S. Bach, Graubins, Haydn y Prokoffiev y para la radio de Riga, Nancy, París, Berlín, Barcelona, etc.
Destacan en la amplitud de su repertorio los más de 25 conciertos para piano y orquesta.
Falleció el 24 de enero de 2001 en Riga, Letonia.